# Nati nel 1920/Novembre
| Questa pagina contiene informazioni ricavate automaticamente dalle voci biografiche con l'ausilio del template Bio e di un bot. L'aggiornamento è periodico e automatico e ricostruisce completamente la pagina. Se manca una persona in questa lista, sei pregato di non aggiungerla, ma accertati piuttosto che la sua voce biografica contenga il template Bio e che i dati anagrafici siano correttamente compilati. Se il template Bio manca, inseriscilo tu stesso o, in alternativa, metti l'avviso {{tmp\|Bio}} che ne segnala la mancanza. Se i dati riportati sono sbagliati, correggi direttamente la voce biografica; le modifiche saranno visibili in questa lista entro pochi giorni. Per chiarimenti vedi il progetto biografie. La lista contiene solo le 155 persone che sono citate nell'enciclopedia e per le quali è stato implementato correttamente il template Bio. Pagina aggiornata al 2 ago 2025. |

- 1º novembre - Franco Montemurro, regista italiano († 1992)
- 1º novembre - Sergio Telmon, giornalista italiano († 1995)
- 2 novembre - Lewis Charles, attore statunitense († 1979)
- 2 novembre - Dmitrij Vasil'evič Ermakov, militare e aviatore sovietico († 1993)
- 2 novembre - Vieri Tosatti, compositore italiano († 1999)
- 3 novembre - Mel Barnett, sollevatore britannico († 1999)
- 3 novembre - Oodgeroo Noonuccal, poetessa, attivista e artista australiana († 1993)
- 4 novembre - Joseph Fitzmyer, gesuita e biblista statunitense († 2016)
- 4 novembre - Jack Lee, calciatore inglese († 1994)
- 4 novembre - George S. Odiorne, economista statunitense († 1992)
- 4 novembre - Antonio Sibilia, imprenditore e dirigente sportivo italiano († 2014)
- 4 novembre - Harriette Tarler, attrice statunitense († 2001)
- 5 novembre - Renato de Barbieri, violinista italiano († 1991)
- 5 novembre - Francesco Del Morgine, allenatore di calcio e calciatore italiano († 2008)
- 5 novembre - Tommy Godwin, pistard britannico († 2012)
- 5 novembre - Kató Havas, violinista ungherese († 2018)
- 5 novembre - Ugo Marchesi, politico italiano († 2014)
- 5 novembre - Douglass North, economista statunitense († 2015)
- 6 novembre - Hans-Peter Friedländer, calciatore svizzero († 1999)
- 6 novembre - Nicola Rossi-Lemeni, basso italiano († 1991)
- 7 novembre - Per-Axel Arosenius, attore svedese († 1981)
- 7 novembre - Ignacio Eizaguirre, allenatore di calcio e calciatore spagnolo († 2013)
- 7 novembre - Domenico Gambino, calciatore italiano († 1961)
- 7 novembre - Giovanni Greselin, calciatore italiano († 1991)
- 7 novembre - Elaine Morgan, scrittrice e divulgatrice scientifica britannica († 2013)
- 7 novembre - Saverio Papandrea, partigiano italiano († 1943)
- 7 novembre - Riccardo Pieri, arbitro di calcio italiano († 1965)
- 7 novembre - Marion van Binsbergen, psicoanalista olandese († 2016)
- 7 novembre - Gino Simionato, criminale di guerra italiano († 2004)
- 7 novembre - Ed Steitz, cestista, allenatore di pallacanestro e dirigente sportivo statunitense († 1990)
- 7 novembre - Joan Baptista Torelló, presbitero, teologo e psichiatra spagnolo († 2011)
- 8 novembre - Luciano Gruppi, politico, scrittore e filosofo italiano († 2003)
- 8 novembre - Jorge Pacheco Areco, politico uruguaiano († 1998)
- 8 novembre - Esther Rolle, attrice e danzatrice statunitense († 1998)
- 8 novembre - Richard Tom, sollevatore cinese († 2007)
- 8 novembre - Gianni Toppan, calciatore italiano († 1987)
- 8 novembre - Eugênio de Araújo Sales, cardinale e arcivescovo cattolico brasiliano († 2012)
- 9 novembre - Ferruccio Brandi, generale italiano († 2014)
- 9 novembre - Guy Butteux, ciclista su strada francese († 2014)
- 9 novembre - Giuseppe Corti, calciatore italiano
- 9 novembre - Byron De La Beckwith, criminale statunitense († 2001)
- 9 novembre - Gino Patroni, giornalista e scrittore italiano († 1992)
- 9 novembre - Italo Picini, pittore italiano († 2016)
- 9 novembre - Thomas Albert Sebeok, semiologo ungherese († 2001)
- 9 novembre - Alenush Terian, astronoma e fisica iraniana († 2011)
- 10 novembre - Hamidullah Burki, hockeista su prato pakistano († 2003)
- 10 novembre - Andrea Chiti-Batelli, politico, funzionario e saggista italiano († 2023)
- 10 novembre - Ottorino Davighi, prete italiano († 1999)
- 10 novembre - Néophytos Edelby, vescovo cattolico siriano († 1995)
- 10 novembre - Jennifer Holt, attrice statunitense († 1997)
- 10 novembre - Ruth Maier, austriaca († 1942)
- 11 novembre - Luigi Di Mauro, sindacalista e politico italiano († 2011)
- 11 novembre - Paul Robert Ignatius, politico e militare statunitense
- 11 novembre - Roy Jenkins, politico e scrittore britannico († 2003)
- 11 novembre - Walter Krupinski, generale e aviatore tedesco († 2000)
- 11 novembre - Bruno Sobrero, atleta italiano († 2014)
- 11 novembre - Chaike Belchatowska Spiegel, partigiana polacca († 2002)
- 12 novembre - Elizaveta Bagrjanceva, discobola e allenatrice di atletica leggera sovietica († 1996)
- 12 novembre - Isa Belli Barsali, storica dell'arte italiana († 1986)
- 12 novembre - Giovanni Del Vento, militare e aviatore italiano († 1989)
- 12 novembre - Mattia Moreni, scultore e pittore italiano († 1999)
- 12 novembre - René Moreu, illustratore e pittore francese († 2020)
- 12 novembre - Richard Quine, attore, regista e paroliere statunitense († 1989)
- 12 novembre - Ireneo Vinciguerra, politico e medico italiano († 2002)
- 13 novembre - Jack Elam, attore statunitense († 2003)
- 13 novembre - Adele Faccio, politica e attivista italiana († 2007)
- 13 novembre - Guido Faletra, politico e sindacalista italiano († 1962)
- 13 novembre - Jaroslav Pokorný, drammaturgo e librettista ceco († 1983)
- 13 novembre - Algiso Toscani, calciatore, allenatore di calcio e partigiano italiano († 2010)
- 14 novembre - Cato Bontjes van Beek, antifascista tedesca († 1943)
- 14 novembre - Stefano Cavaliere, politico italiano († 2001)
- 14 novembre - John McCabe, biografo e docente statunitense († 2005)
- 14 novembre - Angelo Romanò, politico, scrittore e dirigente d'azienda italiano († 1989)
- 14 novembre - Bertram Ross, ballerino e coreografo statunitense († 2003)
- 14 novembre - Alojzij Šuštar, arcivescovo cattolico sloveno († 2007)
- 15 novembre - Gesualdo Bufalino, scrittore, poeta e aforista italiano († 1996)
- 15 novembre - Enza Passatore, cantante italiana († 2008)
- 15 novembre - Wayne Thiebaud, pittore statunitense († 2021)
- 16 novembre - Alfredo Berzanti, politico e partigiano italiano († 2000)
- 16 novembre - José Lewgoy, attore brasiliano († 2003)
- 16 novembre - Gastone Rinaldi, designer e calciatore italiano († 2006)
- 16 novembre - Lia Zoppelli, attrice italiana († 1988)
- 17 novembre - George Dunning, animatore canadese († 1979)
- 17 novembre - Camillo Felgen, cantante lussemburghese († 2005)
- 17 novembre - Teruhiko Kobayashi, aviatore e militare giapponese († 1957)
- 17 novembre - Mustapha Skandrani, compositore e pianista algerino († 2005)
- 17 novembre - Jean Starobinski, psichiatra e critico letterario svizzero († 2019)
- 17 novembre - Cesarina Tibiletti, matematica italiana († 2005)
- 18 novembre - Konstantin Beskov, calciatore e allenatore di calcio sovietico († 2006)
- 18 novembre - Dick Fitzgerald, cestista e allenatore di pallacanestro statunitense († 1968)
- 18 novembre - Mustafa Khalil, politico egiziano († 2008)
- 18 novembre - Alberto Marchetti, calciatore italiano († 2015)
- 18 novembre - Ron Suart, calciatore e allenatore di calcio britannico († 2015)
- 19 novembre - Mario Casacci, sceneggiatore italiano († 1995)
- 19 novembre - Eva Fischer, pittrice jugoslava († 2015)
- 19 novembre - Renato Lupi, attore italiano († 2000)
- 19 novembre - Gene Tierney, attrice statunitense († 1991)
- 20 novembre - Douglas Dick, attore statunitense († 2015)
- 20 novembre - Graziella Lupo, chirurga italiana († 2014)
- 20 novembre - Paik Sun-yup, militare, politico e diplomatico sudcoreano († 2020)
- 20 novembre - Rita Rosani, partigiana italiana († 1944)
- 20 novembre - Remo Squillantini, pittore italiano († 1996)
- 20 novembre - Marco Tulli, attore italiano († 1982)
- 20 novembre - Anatolij Zubrickij, allenatore di calcio e calciatore sovietico († 2005)
- 21 novembre - Luciano Barca, giornalista, scrittore e partigiano italiano († 2012)
- 21 novembre - Walter Fritzsch, calciatore e allenatore di calcio tedesco orientale († 1997)
- 21 novembre - Francisco Galindo, cestista messicano
- 21 novembre - Ralph Meeker, attore statunitense († 1988)
- 21 novembre - Nicola Monti, tenore italiano († 1993)
- 21 novembre - Stan Musial, giocatore di baseball statunitense († 2013)
- 21 novembre - Vincenzo Mutolo, medico e politico italiano († 1991)
- 21 novembre - Janine Reding, pianista e pedagoga belga († 2015)
- 21 novembre - Emanuele Sodini, calciatore italiano
- 22 novembre - Gerald Goddard, pallanuotista sudafricano († 1986)
- 22 novembre - Aage Hellstrøm, nuotatore danese († 1987)
- 22 novembre - Carlo Marselli, politico italiano († 1993)
- 22 novembre - Frank Mouncer, calciatore inglese († 1977)
- 22 novembre - Samuel Miklos Stern, orientalista ungherese († 1969)
- 23 novembre - Paul Celan, poeta rumeno († 1970)
- 23 novembre - Enrico De Angelis, cantante e imprenditore italiano († 2018)
- 24 novembre - Juan Araújo Pino, calciatore spagnolo († 2002)
- 24 novembre - Anselmo Berrondo, giocatore di biliardo uruguaiano († 1985)
- 24 novembre - Leonardo Caprioli, medico italiano († 2013)
- 24 novembre - Karol Jurkovič, calciatore slovacco († 2003)
- 24 novembre - Jorge Mistral, attore spagnolo († 1972)
- 24 novembre - Matthias Pfannenmüller, ciclista su strada e pistard tedesco
- 24 novembre - Rolando Vignali, partigiano e artigiano italiano († 1944)
- 25 novembre - João Francisco Bráz, cestista brasiliano († 1996)
- 25 novembre - Putra di Perlis, sovrano malese († 2000)
- 25 novembre - Remo Lugli, giornalista e scrittore italiano († 2014)
- 25 novembre - Ricardo Montalbán, attore messicano († 2009)
- 25 novembre - Noel Neill, attrice statunitense († 2016)
- 26 novembre - Ermanno Gorrieri, partigiano, sindacalista e politico italiano († 2004)
- 26 novembre - Natal'ja Kovšova, militare sovietica († 1942)
- 26 novembre - Beppe Niccolai, politico italiano († 1989)
- 26 novembre - Daniel Petrie, regista canadese († 2004)
- 26 novembre - Molly Rose, aviatrice e magistrato britannica († 2016)
- 27 novembre - Károly Lakat, calciatore e allenatore di calcio ungherese († 1988)
- 27 novembre - Abe Lenstra, calciatore e allenatore di calcio olandese († 1985)
- 27 novembre - Carlo Rossi, paroliere e produttore discografico italiano († 1989)
- 28 novembre - Cesare Benedetti, calciatore italiano († 1990)
- 28 novembre - René Chocat, cestista francese († 2000)
- 28 novembre - Cecilia Colledge, pattinatrice artistica su ghiaccio britannica († 2008)
- 28 novembre - Leo Gottlieb, cestista statunitense († 1972)
- 28 novembre - Pietro Valenza, politico italiano († 1997)
- 29 novembre - Vincenzo Ferdinandi, stilista italiano († 1990)
- 29 novembre - Egor Kuz'mič Ligačëv, politico sovietico († 2021)
- 30 novembre - Sam Angel, giocatore di poker statunitense († 2007)
- 30 novembre - Stuart Lancaster, attore statunitense († 2000)
- 30 novembre - Virginia Mayo, attrice e ballerina statunitense († 2005)
- 30 novembre - Claudio Pavone, partigiano, storico e archivista italiano († 2016)
- 30 novembre - Francesco Placereani, presbitero e traduttore italiano († 1986)
- 30 novembre - Peppe Romano, scultore italiano († 2009)
- 30 novembre - Ferenc Rákosi, calciatore ungherese († 2010)
- 30 novembre - Lilia Torriani, ginnasta italiana († 2003)